# Arnaud de Solages
Arnaud de Solages SJ (* 26. Februar 1898 in Carmaux; † 25. November 1981 in Luynes, Frankreich) entstammt einer altfranzösischen Adelsdynastie, war Jesuit, Sekundarstufenlehrer und während des Zweiten Weltkriegs im französischen Widerstand aktiv. Er war ein früher Förderer des deutschen Filmemachers Volker Schlöndorff.

## Leben und Wirken
Arnaud de Solages war das dritte Kind des Marquis Jérôme Ludovic de Solages und seiner Ehefrau Marguerite de Guitaut. Sein Vater war ein bekannter Industrieller und Politiker in Frankreich. Im von Jesuiten geführten Bon Secours Collège in St. Saviour auf Jersey (heute Highlands College, Jersey) zeichnete er sich durch hervorragenden Leistungen aus.
Im Alter von 16 Jahren trat er Ende Oktober 1914 sein Noviziat im St. Mary’s College in Canterbury an. 1917 wurde er zum Wehrdienst beim 81. Schweren Artillerie-Regiment in Satory eingezogen. 1920/21 war er wieder in Jersey, wo ab den 1920er-Jahren eine Gruppe französischer Priester begann, kraftvolle Kritik an der damals vorherrschenden thomistischen und neoscholastischen Theologie zu artikulieren. Sie besannen sich auf die frühesten Quellen der katholischen Tradition, insbesondere auf das Werk der Kirchenväter. An der Spitze dieser Bewegung, die später als „nouvelle théologie“ bekannt werden sollte, stand der Jesuit Henri de Lubac; zu seinen Weggefährten gehörten Priester wie Gaston Fessard, R. d’Oucine, Ch. Nicolet und später R. Hamel. Mit dieser Gruppe sympathisierte Arnaud de Solages und wurde von dieser zum Koadjutor ernannt.
In der Folgezeit war er Sekundarschullehrer in Poitiers, Le Mans, Tours und Vannes. In Tours, das zu seinem Lieblingsort wurde, engagierte er sich während der deutschen Besatzung aktiv. Ab 1940 unterstützte er Flüchtlinge, Juden und andere Bedrohte. 1942 führte er mit den Schülern des Collège Saint-Grégoire die Jeanne d’Arc von Charles Péguy im großen Theater von Tours auf. Die Zensur der deutschen Besatzer hatte den Text geprüft und nicht beanstandet. Während der Uraufführung wurde der erste Satz, in dem Jeanne d’Arc die Engländer angreift, von den in Uniform in den Reihen der Zuschauer anwesenden Deutschen noch begrüßt. Als der Applaus des französischen Publikums aber noch zunahm, nachdem es in dem Stück um die Freiheit und Unabhängigkeit Frankreichs ging, dämmerte den Besatzern langsam, dass dies eine Provokation ihnen gegenüber war und untersagten nach der zweiten Vorstellung jede weitere.
Unter Arnaud de Solages Leitung entwickelte sich das Collège Saint-Grégoire in Tours im Sinne der „Jeunesse Etudiante Chrétienne“, was die Gestapo auf den Plan rief. Im September 1943 wurde als erster der Jesuitenpater La Perraudière festgenommen. Arnaud de Solages tauchte unter, um seiner eigenen Verhaftung zu entgehen und flüchtete ins Zentralmassiv (Département Tarn), wo er seinen Kampf zusammen mit den Forces françaises de l’intérieur wieder aufnahm. Mit Anne-Marie Marteau und weiteren Widerstandskämpfern gründete er das „Libération Nord“-Netzwerk im Département Cher.
Nach dem Krieg war ihm die deutsch-französische Versöhnung ein zentrales Anliegen, das er gemeinsam mit dem Jesuitenpater Jean du Rivau  vorantrieb. Von 1949 bis 1957 fuhr er jedes Jahr in den Schulferien für drei Wochen in westdeutsche Lager für Flüchtlinge aus dem Osten.
Als Musikliebhaber besuchte er jedes Jahr die Salzburger Festspiele. Freundschaft verband ihn mit dem Maler Max Ernst, dem Bildhauer Alexander Calder und der Familie des Politikers Michel Debré, mit dem er im Widerstand des „Libé-Nord“ zusammengearbeitet hatte, sowie dem in Tours tätigen Arzt Georges Desbuquois. Lebenslange Freundschaft verband ihn auch mit Anne-Marie Marteau, die er 1947 beim Aufbau einer Einrichtung für Kinder aus schwierigen sozialen Verhältnissen in Joué-lès-Tours (heute Centre Anne-Marie Marteau) unterstützte.
Der deutsche Filmemacher Volker Schlöndorff war ein Schüler des Paters in Französisch und im Theaterkurs am Collège Saint François-Xavier in Vannes. Beide verband eine lebenslange Freundschaft.
Seine beiden letzten Lebensjahre verbrachte der Pater in einem Pflegeheim in Luynes in der Nähe von Tours. Am 25. November 1981 verstarb er dort 83-jährig. Drei Jesuiten und Volker Schlöndorff gaben ihm das letzte Geleit in die Gruft der Jesuiten in Tours.